# Куликович Олег Борисович
Олег Борисович Куликович (рос. Олег Борисович Куликович; 13 травня 1959, Ленінград) — російський актор театру, кіно та дубляжу. Заслужений артист Росії (2003).

## Біографія
Олег Куликович народився 13 травня 1959 року у Ленінграді. Батько - кінооператор Борис Куликович.
Провчився рік в Щепкинському училищі (клас В. І. Коршунова).
Акторську професію почав осягати в Театрі Юнацької Творчості при Ленінградському палаці піонерів у 1971 році.
У 1980 році закінчив Ленінградський державний інститут театру, музики та кінематографії. Грав в Ленінградському Театрі юного глядача, Театрі імені Ленсовета, Театрі на Ливарному. З 1988 року — актор театру «Балтійський дім» (Санкт-Петербург).
Багато знімається і є визнаним майстром дубляжу. На його рахунку 300 озвучених ролей в кінофільмах — «Титанік», «Санта Барбара», «Уолл Стріт», «Лицарі правосуддя» і багато інших.

## Фільмографія

### Кіно
- Екіпаж машини бойової — Коля Лук'янський, механік-водій (1983)
- Дві версії одного зіткнення — Віктор (1984)
- Убивча сила 3 — Ковальов (2000)
- Вулиці розбитих ліхтарів — Роман Горобов (2004)

### Озвучування
- Олешко Попович і Тугарин Змій — Олешко Попович, один із живодерів (2004)
- Добриня Микитич та Змій Горинич — Змій Горинич, один із кочовиків, слуга Коливана (2006)
- Три богатирі та Шамаханська цариця — Олешко Попович, Змій Горинич (2010)
- Іван Княженко та Сірий Вовк — Чарівний Клубок, старшина, богатирі (2011)
- Три богатирі на далеких берегах — Олешко Попович, Змій Горинич (2012)
- Три богатирі. Хід конем — Олешко Попович (2015)
- Три богатирі та морський цар — Олешко Попович, Змій Горинич, один із роззяв (2016)
- Три богатирі та принцеса Єгипту — Олешко Попович, Змій Горинич (2017)
- Три богатирі і спадкоємиця престолу — Олешко Попович, лікар (2018)
- Барбоскіни — тато Барбоскіних (2011—н.ч.)